# Taraxacum gaditanum
Taraxacum gaditanum  es una especie de planta endémica del sudoeste de la península ibérica, en gravísimo peligro de extinción. Las principales poblaciones se encuentran en la provincia de Cádiz.
Incluida en el Libro Rojo de la Flora Vascular Amenazada de España, este diente de león fue descrito por primera vez para la ciencia en los pinares de Chipiona en 1978 por botánicos de la Universidad de Sevilla en una campaña del Departamento de Botánica. Años más tarde fue descrita para la ciencia por el Dr. Salvador Talavera pero, a pesar de varios intentos, no se logró encontrarla de nuevo en su hábitat, por lo que no se sabía nada de su situación en la naturaleza. 
En 1995 fue localizada por Iñigo Sánchez, actual conservador del Zoobotánico de Jerez, en el transcurso de un estudio sobre la flora amenazada del litoral gaditano encargado por la Consejería de Medio Ambiente de la Junta de Andalucía. En dicho estudio se advertía del enorme riesgo de extinción al que se enfrentaba la especie, al contar sólo con una población relicta en los pinares y otra, algo más nutrida, en el propio paseo marítimo de Chipiona, y se proponía la protección legal de la misma. Se recolectaron semillas que fueron enviadas al Banco de Germoplasma Vegetal Andaluz (Jardín Botánico de Córdoba), además de cultivarse en el Zoobotánico de Jerez, Jardín Botánico de San Fernando y viveros de la Universidad de Sevilla. 
La Consejería de Medio Ambiente de la Junta de Andalucía cuenta actualmente con un plan específico para su conservación.